# Andrea Lazzari
Andrea Lazzari (ur. 3 grudnia 1984 w Bergamo) – włoski piłkarz występujący na pozycji środkowego lub prawego pomocnika. Obecnie występuje we włoskim klubie FC Vigor Senigallia.

## Kariera klubowa
Andrea Lazzari jest wychowankiem Atalanty BC. W 2002 rozpoczął treningi z seniorską kadrą tego zespołu, jednak w sezonie 2002/2003 nie rozegrał ani jednego meczu. Atalanta zajęła w tabeli Serie A 15. miejsce i spadła do drugiej ligi po przegraniu dwumeczu barażowego z Regginą. W drużynie z Bergamo Lazzari zadebiutował w kolejnych rozgrywkach, kiedy to 4 października 2003 wystąpił w zwycięskim 2:1 pojedynku z Hellasem, zmieniając w końcówce Riccarda Montoliva. Atalanta uplasowała się w lidze na 5. lokacie i awansowała do Serie A. W pierwszej lidze Lazzari zadebiutował 22 września 2004 w przegranym 2:3 spotkaniu z Interem Mediolan.
W sezonie 2004/2005 włoski pomocnik regularnie dostawał już szanse gry i łącznie rozegrał w Serie A 32 mecze, w tym 21 w wyjściowym składzie. Nie pomógł jednak swojemu klubowi utrzymać się w pierwszej lidze i Atalanta BC spadła do Serie B. Lazzari był jednak wyróżniającym się graczem w Pucharze Włoch, w którym strzelił 9 goli i został dzięki temu królem strzelców. Piłkarz zdobył między innymi wszystkie 5 bramek w dwumeczu z Juventusem w 1/8 finału, który Atalanta zwyciężyła 5:4. Podczas sezonu 2005/2006 Lazzari w 30 występach strzelił 4 bramki, między innymi decydujące o zwycięstwach 1:0 z Triestiną i Hellasem. Atalanta zwyciężyła rozgrywki drugiej ligi i znów powróciła do Serie A.
W latach 2006–2008 Włoch był wypożyczany do innych drużyn, wszystkich grających w drugiej lidze. Pierwszą część rozgrywek 2006/2007 spędził w zespole AC Cesena, natomiast w zimowym okienku transferowym przeszedł do Piacenzy. W Cesenie regularnie grywał w pierwszym składzie, jednak w Piacenzy pełnił już rolę rezerwowego. Podczas pojedynku Piacenzy z Grosseto Lazzari zdobył gola uderzeniem z własnej połowy, z około 57 metrów. W sezonie 2007/2008 włoski piłkarz przeszedł właśnie do Grosseto i stał się jego kluczowym zawodnikiem. Rozegrał w lidze 40 meczów, w tym 36 w podstawowej jedenastce i zdobył 8 goli. Był drugim strzelcem swojego klubu po Litwinie Tomasie Danilevičiusie, który zanotował 1 trafienie więcej.
9 lipca 2008 Lazzari za 1,7 miliona euro został sprzedany przez Atalantę do Cagliari Calcio. W jego barwach zadebiutował 31 sierpnia w przegranym 1:4 spotkaniu z S.S. Lazio. Trener Massimiliano Allegri regularnie dawał Lazzariemu szanse występów, jednak w większości meczów wchodził na boisko z ławki rezerwowych. Łącznie w sezonie 2008/2009 wystąpił w 36 ligowych pojedynkach, 13 w pierwszym składzie i 23 w roli zmiennika. W kolejnych rozgrywkach, 25 października 2009 Włoch strzelił zwycięskiego gola w wygranym 3:2 spotkaniu z Genoą. Łącznie podczas tamtego sezonu zagrał w 33 ligowych meczach, jednak już 25 w wyjściowym składzie.
W 2011 roku przeszedł do ACF Fiorentina.
W 2016 roku przeszedł do SSC Bari.

## Kariera reprezentacyjna
Lazzari ma za sobą występy w reprezentacji Włoch do lat 21. Zadebiutował w niej 8 października 2004 w zwycięskim 3:0 pojedynku ze Słowenią. We wrześniu 2005 strzelił po jednej bramce w zremisowanych meczach z Białorusią (1:1) i Szkocją (2:2). Łącznie dla młodzieżowej reprezentacji Włoch Lazzari rozegrał 9 spotkań.
W sierpniu 2010 Cesare Prandelli powołał Lazzariego do seniorskiej reprezentacji Włoch na towarzyski mecz z Wybrzeżem Kości Słoniowej, a później na spotkania eliminacji do Euro 2012.